# Saint-Griède
Saint-Griède (gaskognisch: Sengrièda) ist eine französische Gemeinde mit 141 Einwohnern (Stand 1. Januar 2022) im Département Gers in der Region Okzitanien (bis 2015 Midi-Pyrénées); sie gehört zum Arrondissement Condom und zum Gemeindeverband Bas Armagnac. Die Bewohner nennen sich Saint-Griédois/Saint-Griédoises.
Saint-Griède ist umgeben von den Nachbargemeinden Lanne-Soubiran im Nordwesten, Norden und Nordosten, Arblade-le-Haut im Nordosten, Saint-Martin-d’Armagnac im Osten und Südosten, Caumont im Süden sowie Lelin-Lapujolle im Südwesten und Westen.

## Bevölkerungsentwicklung
| Jahr                       | 1793 | 1856 | 1962 | 1968 | 1975 | 1982 | 1990 | 1999 | 2006 | 2011 | 2016 |
| Einwohner                  | 194  | 270  | 140  | 133  | 114  | 119  | 118  | 128  | 134  | 134  | 141  |
| Quellen: Cassini und INSEE |      |      |      |      |      |      |      |      |      |      |      |